# Watchmen (miniserie televisiva)
Watchmen è una miniserie televisiva statunitense del 2019 creata da Damon Lindelof e diretta da Nicole Kassell, Stephen Williams, Steph Green, Andrij Parekh, David Semel, Frederick E.O. Toye.
Ispirata all'omonima miniserie a fumetti di Alan Moore e Dave Gibbons pubblicata tra il 1986 e il 1987 da DC Comics, la serie è un sequel non ufficiale della graphic novel, ambientato trent'anni dopo le vicende del fumetto, incentrato sia su nuovi personaggi che su vecchi protagonisti.
Il debutto della serie, avvenuto il 20 ottobre 2019, è stato annunciato il 3 settembre precedente. In Italia è stata trasmessa dal 28 ottobre 2019 su Sky Atlantic.

## Trama
Stati Uniti, 2019. Sono passati trentaquattro anni dal misterioso avvenimento che colpì New York nel 1985: il Dottor Manhattan è ancora in esilio volontario su Marte e il vigilantismo in maschera è illegale dal 1977.
Le tensioni razziali sono sempre più alte in tutto il paese, anche a causa delle politiche del presidente Robert Redford volte a garantire risarcimenti economici agli afroamericani e agli altri gruppi che in passato sono stati vittima di discriminazioni; nella zona di Tulsa, in particolare, si segnala il Settimo Cavalleria, un misterioso gruppo terrorista sostenitore della supremazia bianca che è riuscito a entrare in possesso del diario di Rorschach, contenente la verità sull'incidente del 1985, e che, mascherati come il vigilante scomparso, prendono di mira figure governative come gli agenti di polizia.
Per proteggere questi ultimi e le loro famiglie da eventuali rappresaglie sono state varate delle leggi che consentono alla polizia di operare a volto coperto, come dei vigilanti.

## Personaggi e interpreti

### Principali
- Angela Abar / Sorella Notte, interpretata da Regina King, doppiata da Alessandra Cassioli.
Ex detective della polizia di Tulsa, ora proprietaria di una pasticceria. Segretamente veste i panni di Sorella Notte, una vigilante mascherata che indossa un abito da suora e un passamontagna.
- Judd Crawford[N 1], interpretato da Don Johnson, doppiato da Fabrizio Pucci.
Capo della polizia di Tulsa e membro del misterioso Settimo Cavalleria, è l'unico poliziotto della città a non nascondere la propria identità con una maschera.
- Wade Tillman / Specchio, interpretato da Tim Blake Nelson, doppiato da Stefano Thermes.
Detective e vigilante di Tulsa che indossa una maschera rilucente.
- Calvin "Cal" Abar / Dottor Manhattan, interpretato da Yahya Abdul-Mateen II, doppiato da Jacopo Venturiero.
Inizialmente presentato come l'amorevole marito di Angela, in seguito si rivela essere Jon Osterman, il Dottor Manhattan.
- Terrore Rosso, interpretato da Andrew Howard, doppiato da Enrico Pallini.
Poliziotto comunista e vigilante mascherato di Tulsa che indossa un costume rosso.
- Panda, interpretato da Jacob Ming-Trent, doppiato da Alberto Bognanni.
Poliziotto e vigilante di Tulsa che indossa una testa di panda gigante come maschera.
- Phillips, interpretato da Tom Mison, doppiato da Riccardo Rossi.
Serie di clone maschile impiegato come servitore di Veidt.
- Crookshanks, interpretata da Sara Vickers, doppiata da Perla Liberatori.
Serie di clone femminile impiegato come servitrice di Veidt.
- Topher Abar, interpretato da Dylan Schombing.
Figlio adottivo adolescente di Angela e Cal, i cui genitori sono stati assassinati durante gli eventi della Notte Bianca.
- Will Reeves, interpretato da Louis Gossett Jr., doppiato da Angelo Nicotra.
Anziano sopravvissuto da bambino al massacro di Tulsa e nonno di Angela; diventò l'eroe mascherato Giustizia Mascherata mentre lavorava come agente di polizia a New York nel 1938.
- Adrian Veidt, interpretato da Jeremy Irons, doppiato da Mario Cordova.
L'ex vigilante Ozymandias, ritenuto l'uomo più intelligente del mondo e uno dei più facoltosi. Detenuto in una "prigione d'oro", vive come un aristocratico in una tenuta di campagna su Europa, una delle lune di Giove, creata dal dottor Manhattan durante uno dei suoi esili, da cui tenta la fuga. Nel 1985, nel tentativo di scongiurare la guerra nucleare tra Stati Uniti e Unione Sovietica, simulò un'invasione aliena ai danni di New York che uccise tre milioni di persone.
- Laurie Blake / Spettro di Seta, interpretata da Jean Smart, doppiata da Antonella Giannini.
 Figlia del "Comico" Edward Blake e della prima "Spettro di Seta" Sally Jupiter, in passato ha vestito i panni di Spettro di Seta II ed è stata amante di Manhattan. Ai giorni nostri è divenuta un'agente di punta dell'unità operativa anti-vigilanti dell'FBI e viene inviata a Tulsa per sgominare il Settimo Cavalleria.
- Lady Trieu, interpretata da Hong Chau, doppiata da Jun Ichikawa.
 Ricchissima proprietaria delle Trieu Industries, è la figlia di Veidt nata dall'inseminazione artificiale.

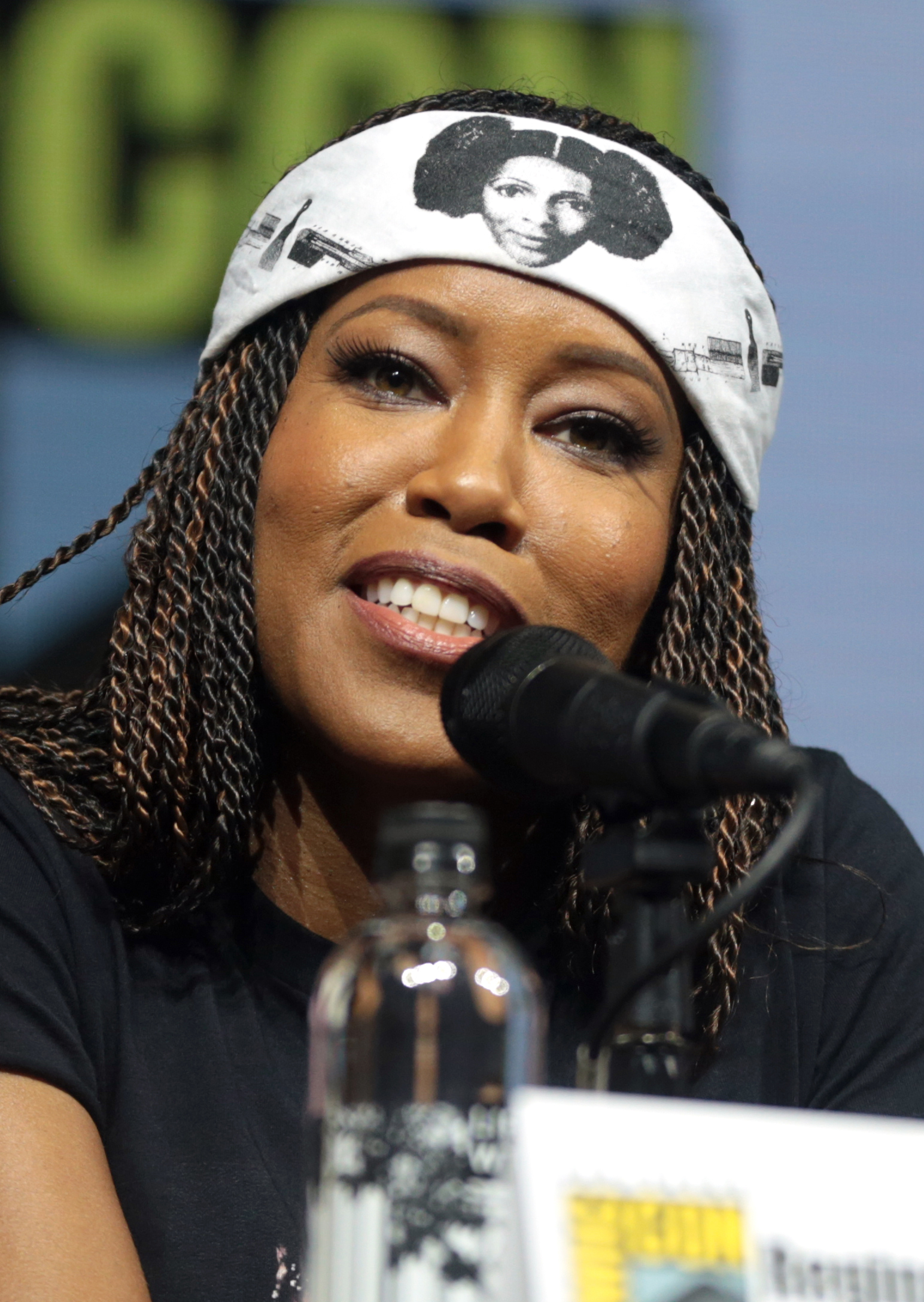
Regina King.
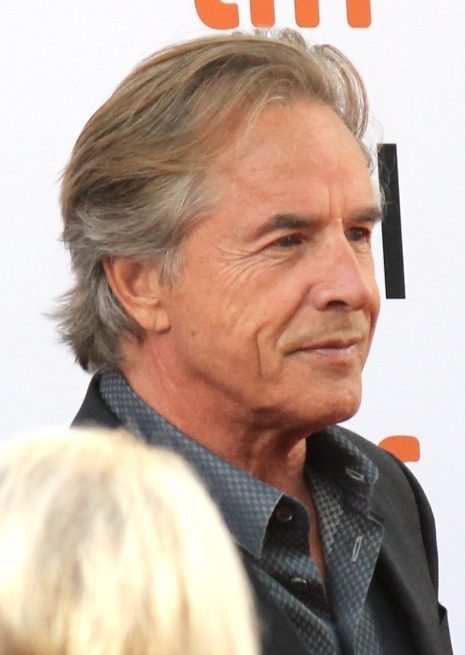
Don Johnson.
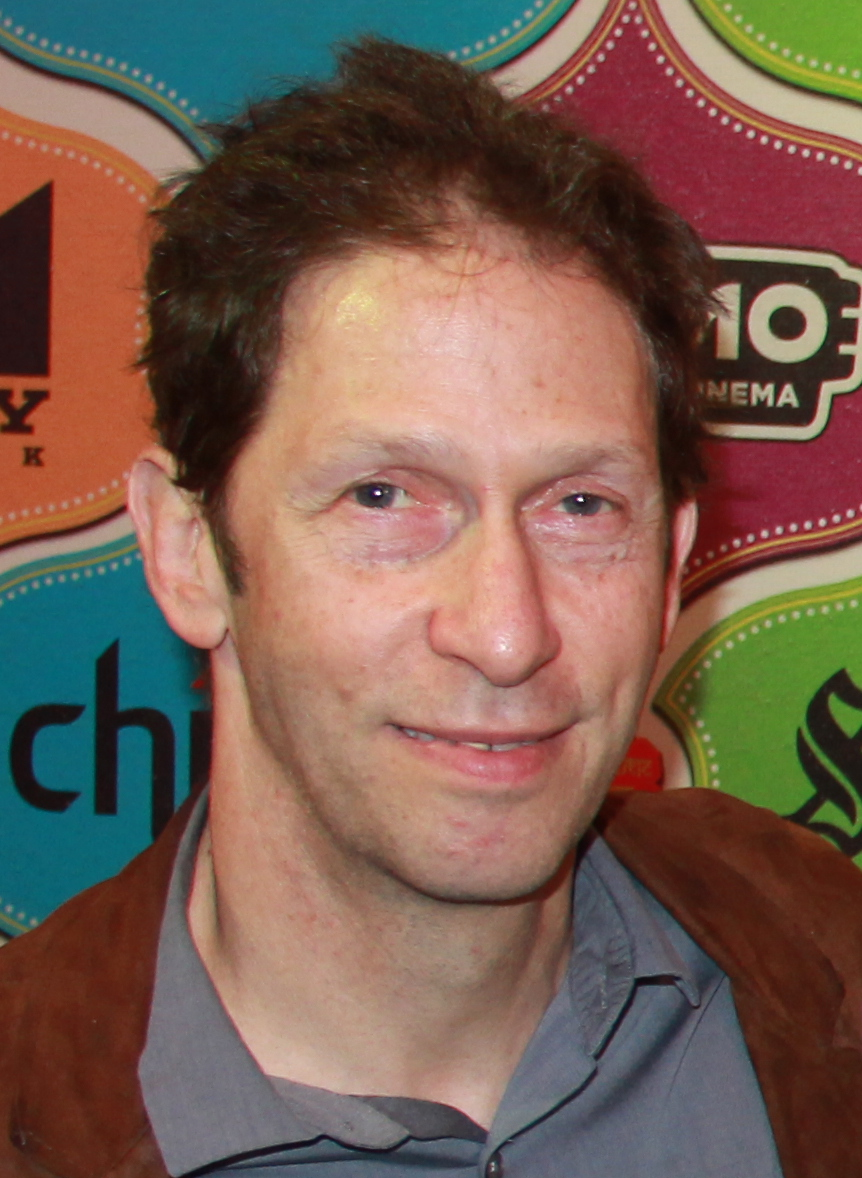
Tim Blake Nelson.
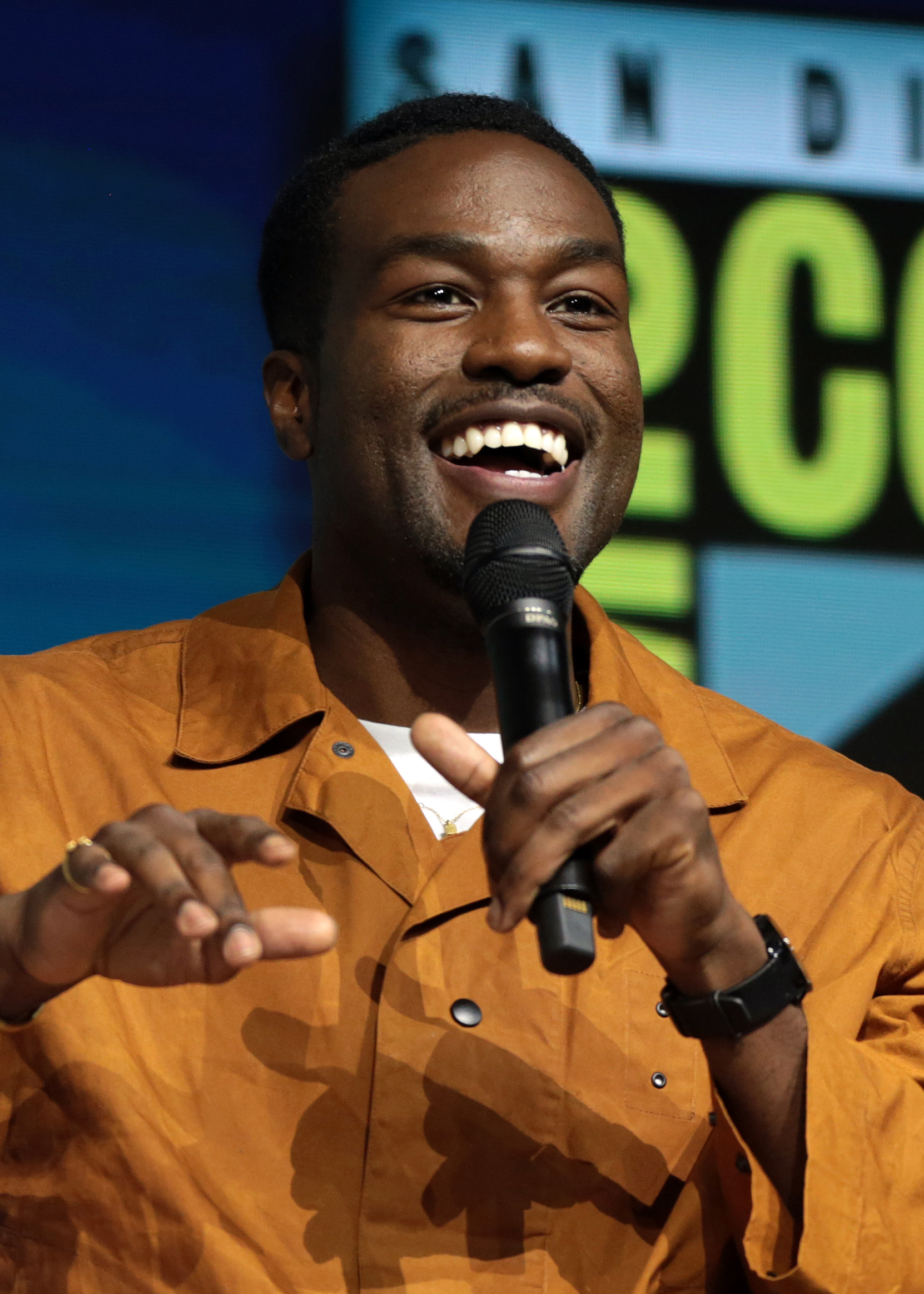
Yahya Abdul-Mateen II.
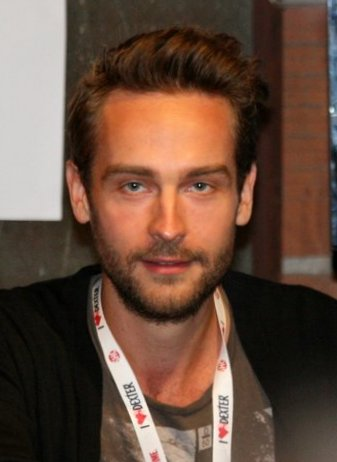
Tom Mison.
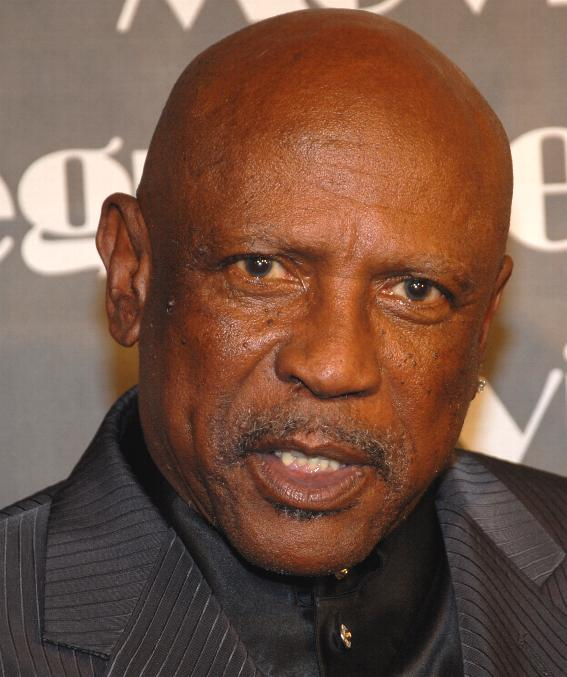
Louis Gossett Jr.
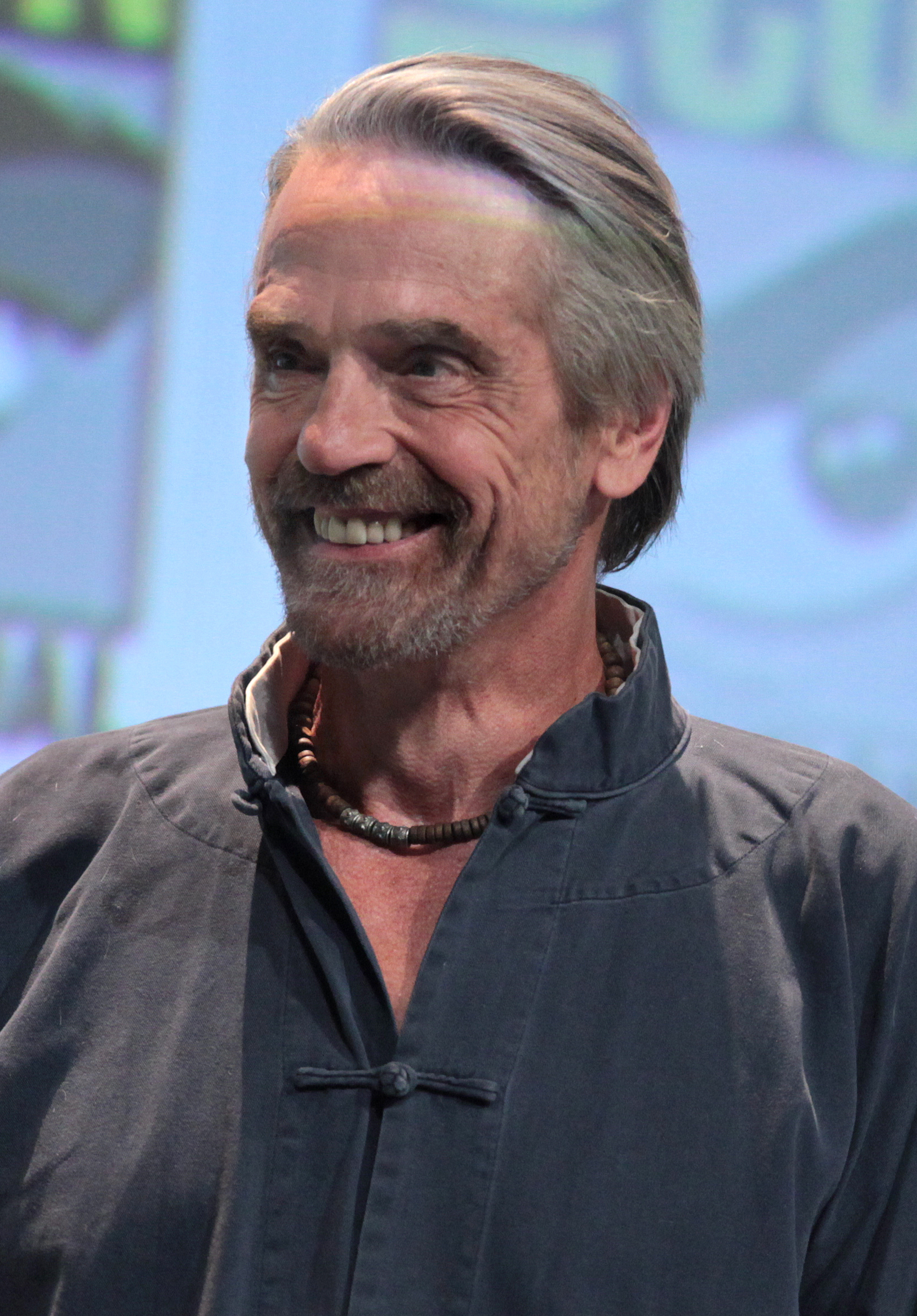
Jeremy Irons.
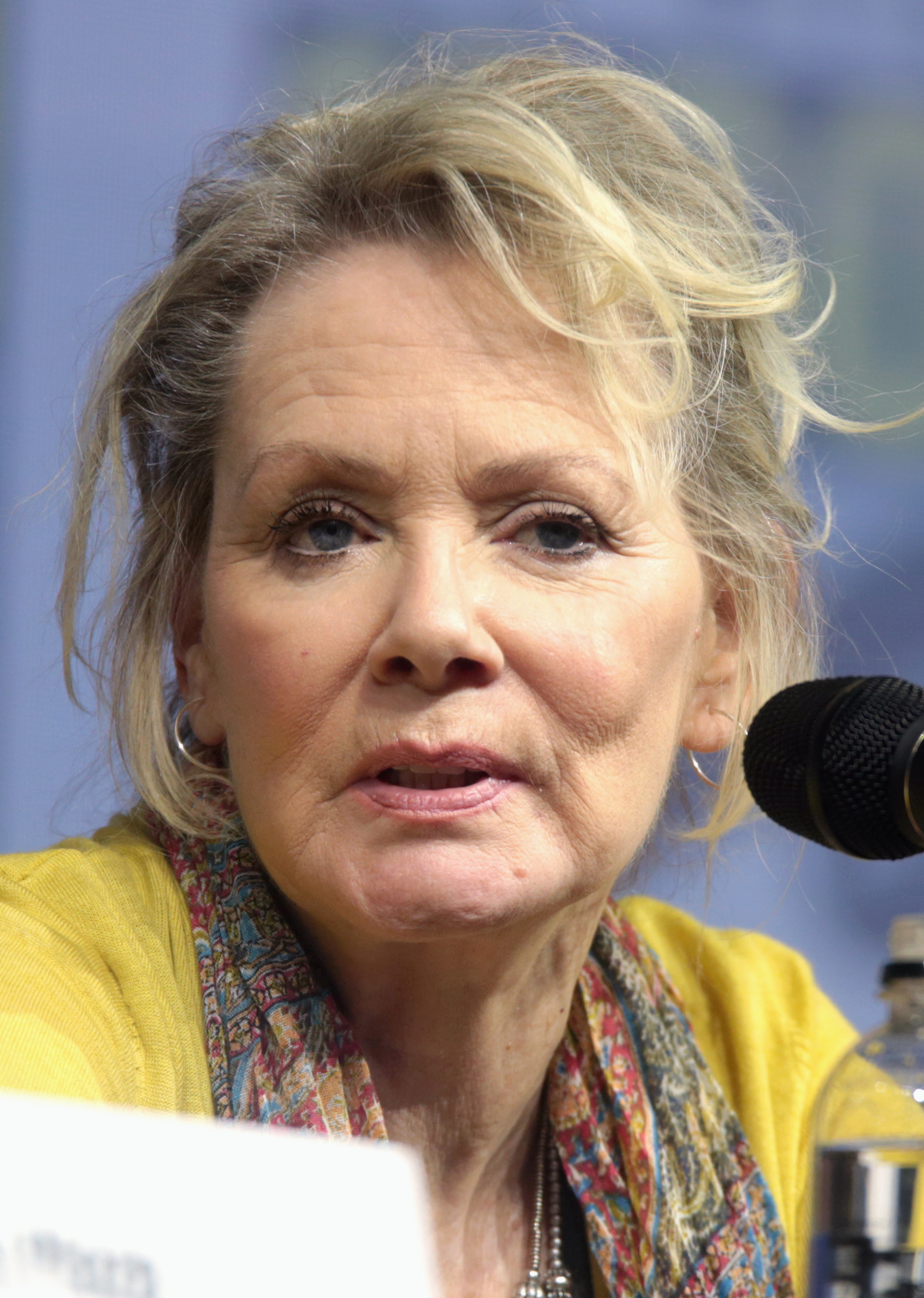
Jean Smart.
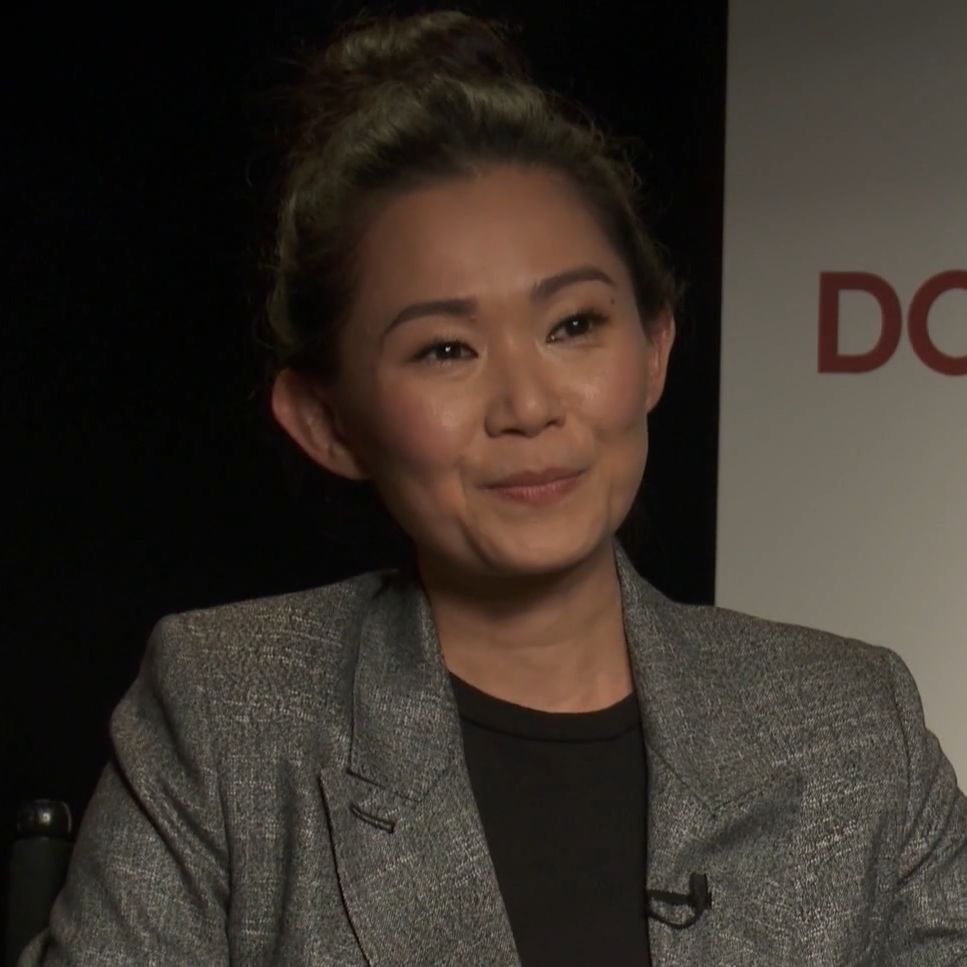
Hong Chau.

### Ricorrenti
- Joe Keene Jr., interpretato da James Wolk, doppiato da Simone D'Andrea.
Senatore repubblicano dello stato dell'Oklahoma che aspira a diventare Presidente e segretamente capo del Settimo Cavalleria. Suo padre fu il fautore della legge contro il vigilantismo del 1977.
- Jane Crawford, interpretata da Frances Fisher, doppiata da Alessandra Korompay.
Moglie di Judd e membro del Settimo Cavalleria, ex collaboratrice di Keene.
- Pirata Jenny, interpretata da Jessica Camacho.
Vigilante e pilota di velivoli, indossa un costume pirata.
- O. B. Williams, interpretato da Steven Norfleet, doppiato da Nanni Baldini.
Padre di Will Reeves e bisnonno di Angela Abar.
- Guardiacaccia, interpretato da Tom Mison, doppiato da Francesco Prando.
Il primo clone creato da Manhattan, ha lo scopo di vigilare su Veidt.

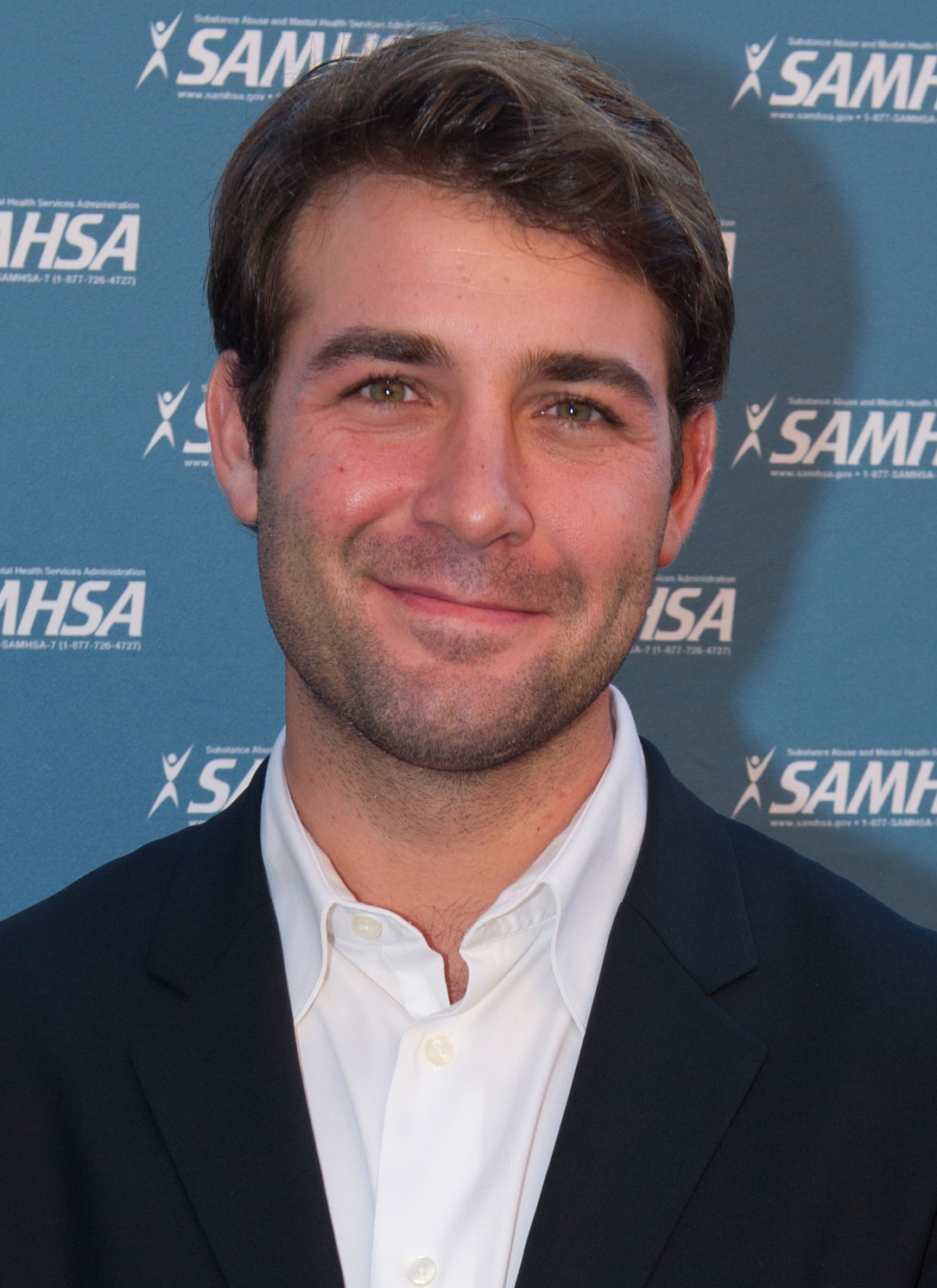
James Wolk.
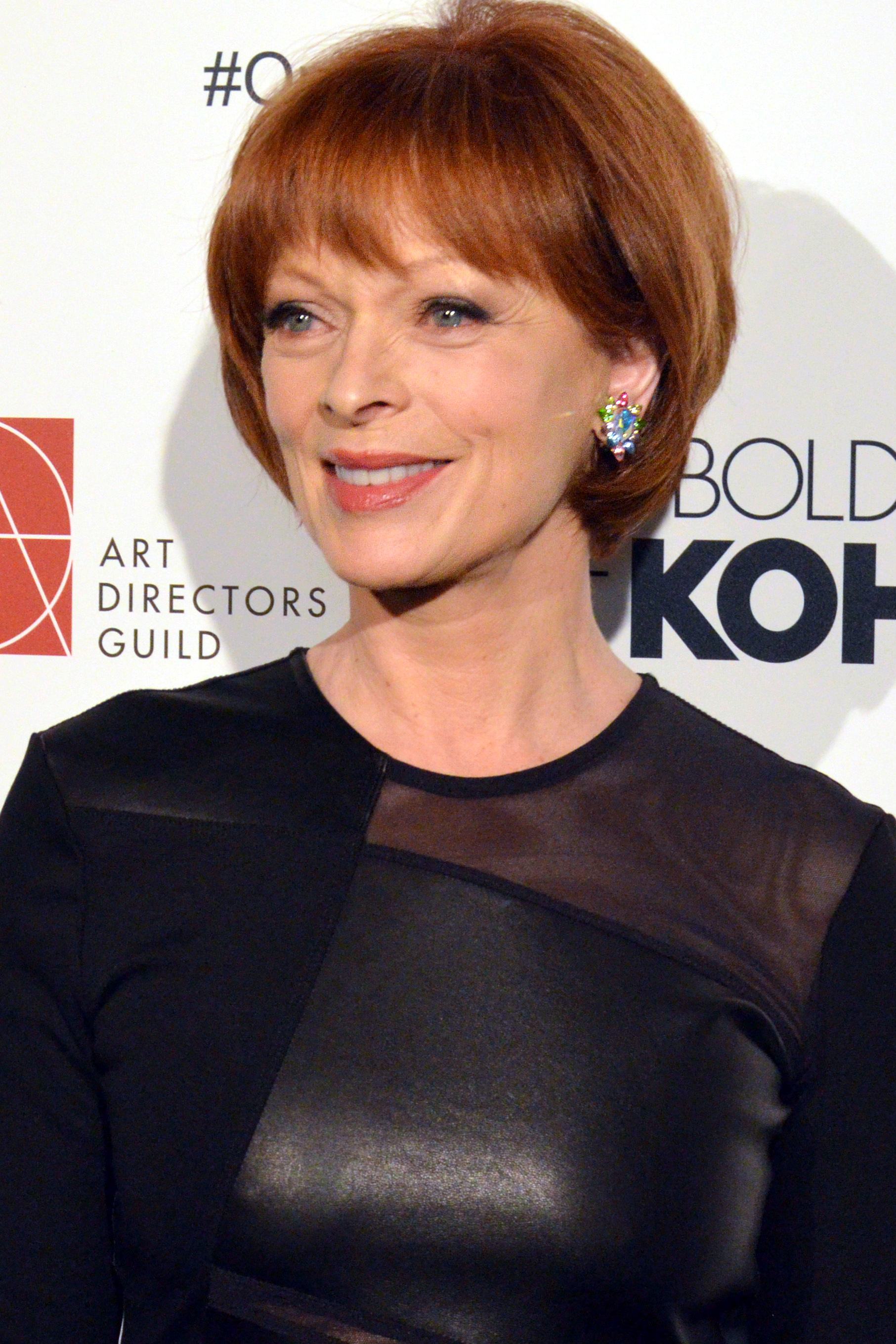
Frances Fisher.
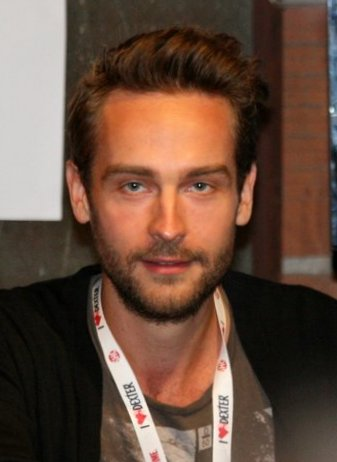
Tom Mison.

## Riconoscimenti
- 2020 – Premio Emmy
  - Miglior Miniserie
  - Miglior attrice protagonista in una miniserie o film TV a Regina King
  - Candidatura per il miglior attore protagonista in una miniserie o film TV a Jeremy Irons
  - Candidatura per il miglior attore non protagonista in una miniserie o film TV a Louis Gossett Jr.
  - Miglior attore non protagonista in una miniserie o film TV a Yahya Abdul-Mateen II
  - Candidatura per il miglior attore non protagonista in una miniserie o film TV a Jovan Adepo
  - Candidatura per la miglior attrice non protagonista in una miniserie o film TV a Jean Smart
  - Candidatura per la miglior regia in una miniserie o film TV a Nicole Kassell per l'episodio È estate e stiamo finendo il ghiaccio
  - Candidatura per la miglior regia in una miniserie o film TV a Steph Green per l'episodio Una leggera paura dei fulmini
  - Candidatura per la miglior regia in una miniserie o film TV a Stephen Williams per l'episodio Questo essere straordinario
  - Miglior sceneggiatura in una miniserie o film TV Damon Lindelof e Cord Jefferson per l'episodio Questo essere straordinario
  - Candidatura per migliori effetti speciali e visivi
  - Miglior composizione musicale per una miniserie
  - Candidatura miglior direzione musicale
  - Candidatura miglior musiche e testi originali
  - Candidatura miglior fotografia per una miniserie o film TV per l'episodio Una leggera paura dei fulmini
  - Miglior Fotografia per una miniserie o film TV per l'episodio Questo essere straordinario
  - Migliori Costumi per una Serie Fantasy/Sci-Fi
  - Miglior Picture Editing per una miniserie o film TV
  - Miglior Mix Sonoro per una miniserie o film TV
  - Candidatura per miglior design di una sigla
  - Miglior Casting in una miniserie o film TV
  - Candidatura per miglior montaggio video per una miniserie o film per l'episodio È estate e stiamo finendo il ghiaccio
  - Candidatura per miglior montaggio video per una miniserie per l'episodio Questo essere straordinario
  - Miglior montaggio video per una miniserie o film per l'episodio Un dio entra in un bar
  - Candidatura miglior direzione artistica per una serie contemporanea o fantasy

## Opere derivate
- La serie televisiva è stata seguita da Rorschach, una serie limitata a fumetti che funge da sequel sia per la serie televisiva sia per la graphic novel Watchmen. È stata scritta da Tom King e disegnata da Jorge Fornés, e pubblicata dalla DC Comics sotto il marchio DC Black Label.